# Penedono

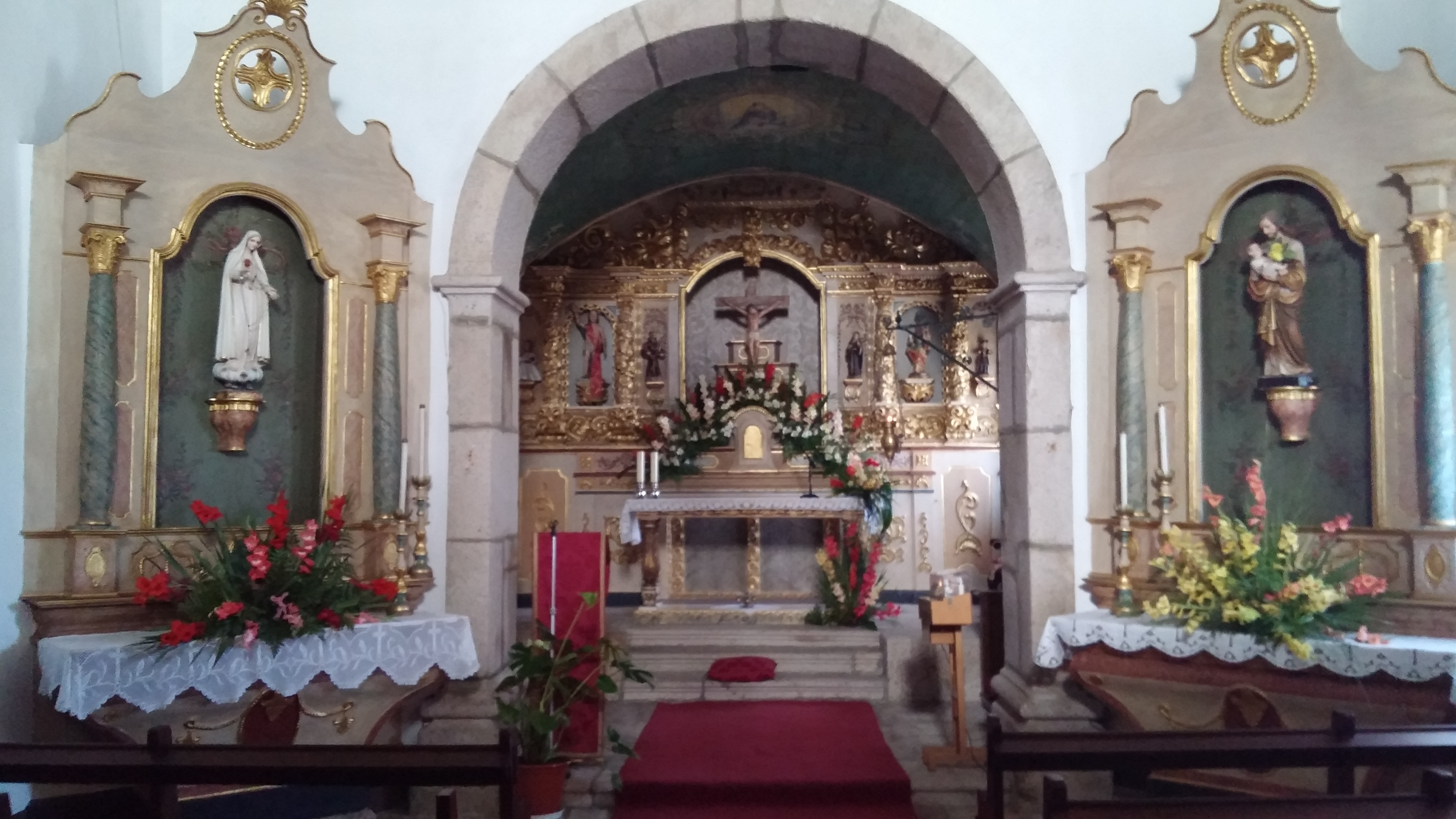
Église Santa Quitéria de Ferronha

Anciennement Pena de Dono, Penedono est une commune du Portugal située dans le district de Viseu dans la région Nord. Elle s'étend sur une surface de 133,71 km2 et compte 2 952 habitants (2011). Penedono est composée également de deux villages : Ferronha et A-do-Bispo (Aldeia do Bispo).
Penedono est réputée pour être une des villes médiévales, les mieux conservées et les plus belles du Portugal. Son château, érigé au XIe siècle, est un exemple unique de l'architecture militaire. Il est classé monument historique au Portugal.
Les origines de la ville de Penedono sont probablement antérieures à la création du Portugal. Les vestiges de la culture mégalithique sont omniprésents dans la région de Penedono. Des sépultures et dolmens à Antas, un abri préhistorique à Ourozinho, un menhir à Penedono sont des exemples de la trentaine de vestiges antiques des environs de la ville médiévale.

## Culture des Castros
Jusqu'au Ve siècle av. J.-C., les tribus de la culture des Castros se sont établies sur le flanc des montagnes de la région. La culture des castros (Cultura Castreja en portugais) est une expression utilisée en archéologie pour désigner la culture du Nord-Ouest de la péninsule Ibérique (région qui correspond approximativement au Portugal, à la Galice et aux Asturies) pour une période qui va de la fin de l’âge du bronze (IXe siècle av. J.-C.) jusqu’au Ier siècle ap. J.-C. Les Castros furent, plus tard, assimilés par les garnisons romaines pour appuyer leurs positions militaires dans la région. Les Romains ont construit de nouvelles routes et découvert des gisements d'or et d'argent, qu'ils exportaient à Rome. La culture Castros subit quelques transformations pendant la conquête romaine avec la formation de la province romaine de Galice, jusqu’à sa disparition définitive au IVe siècle ap. J.-C.

## Invasions
Aux environs du Ve siècle, la péninsule Ibérique fut successivement occupée par les barbares de l'Europe de l'Est, y compris les tribus d'Alains, les Vandales, les Suèves et les Wisigoths. Ces peuples se sont partagé en partie la péninsule Ibérique afin d’élargir leurs coutumes et leurs cultures.
Les Suèves commencèrent à conquérir le territoire, s’élargissant jusqu’au fleuve du Tejo. Par la suite, ils se sont convertis progressivement au christianisme grâce à l’influence de S. Martinho de Dume connu pour être « l’apôtre des Suèdes ». Ils ont ainsi fondé le royaume des Suèdes avec Braga comme capitale. Avec l’extension de leur règne au sud, les Suèdes se sont installés jusqu'au niveau du fleuve du Douro.
Au VIIIe siècle (vers l’an 711), les Maures, venant du Nord de l’Afrique, ont envahi la péninsule Ibérique par le Sud, après avoir traversé le détroit de Gibraltar. Commandés par Tarique, ils ont battu les Visigoths lors de la bataille du Guadalete. Ils ont réussi à prendre possession de tout la péninsule à l’exception des montagnes des Asturies, au Nord, où se réfugièrent de nombreux Chrétiens. Durant la seconde moitié du IXe siècle, Ferdinand Ier de León expulsa les Maures de la région de Penedono. En 1249 avec la prise de la ville de Faro, au Algarve, par le roi Alphonse III, les Maures quittèrent le Portugal.

## Moyen Âge
C’est en 960, que fut écrit un premier document qui identifia la région comme Pene de Dono, qui était en fait une translittération de Penha de Dono ou Castelo de Dono (en référence à la possession d'un seigneur du Xe siècle). Ce document est une lettre écrite par Dona Chamao Rodrigues (ou Flamula), une femme aisée mais malade et mourante. Cette lettre est adressée à sa tante Mumadona Rodrigues, fondatrice du monastère de São Salvador de Guimarães. Dona Chamao Rodrigues demande de vendre ses biens et châteaux et ordonne que les fonds soient versés à des pèlerins et à des monastères. Les fortifications et les domaines mentionnés dans l'acte manuscrite de cette vente sont : Trancoso, Moreira, Longroiva, Numão, Vacinata, Almendra, Pena de Dono (Penedono), Alcobia, Sernancelhe et Caria.
En 1195, une charte fut signée reconnaissant les revendications territoriales aux habitants locaux et des privilèges à des chevaliers à Penedono.
En 1321, durant le règne du roi Denis, il existait trois églises paroissiales dans Penedono, São Pedro, São Salvador et Santa Maria Madalena. Au fil du temps, la paroisse de Santa Maria Madalena disparut et les terres furent divisées entre les paroisses restantes. Ensuite, la paroisse de São Salvador, aussi, a disparu.

## Monarchie
La dernière charte connue est signée par Fernão de Pina le 27 novembre 1512, pendant le règne de Manuel Ier. Cette charte notifie les taxes à payer par la population de Penedono pour le passage des brebis et des chèvres, entre autres.
En 1527, commença le recensement de la population de Penedono et des villes aux alentours, ordonné par don João III. Ce recensement référence 486 demeures soit environ 1500 habitants dans Penedono et les villages aux alentours. Antas était présentée comme la commune la plus peuplée avec 130 foyers, soit pratiquement 1/3 de la population totale. Suivi de Castainço avec 85 maisons, Beselga avec 82 maisons, Prova avec 78 maisons, Penedono avec 73 maisons et Alcarva avec 48 demeures.
En 1708, Penedono faisait partie du comté de Pinhel, divisée entre les paroisses ecclésiastiques de São Salvador et São Pedro, abbayes royales de Padroado. La municipalité s'est dotée à ce moment-là de sa première maison de la miséricorde, d'un hôpital, de cinq chapelles et de sept paroisses civiles : Granja, Castainço, Alcarva, Prova, Antas, Beselga et Ourozinho. À l'époque, le seigneur du château de Penedono est Pedro Alvares Cabral de Lacerda e Valadares, descendant de Fernando Afonso Correia, seigneur de Farelães Valadares.
Dans la seconde moitié du même siècle, la ville de Penedono fut gérée par la région de Trancoso. Par décret, le 23 décembre 1873, les droits seigneuriaux sur les terres de Penedono sont supprimés et seule l'autorité administrative municipale est conservée. Néanmoins, l’autorité municipale de Penedono fut, à son tour, dissoute le 7 septembre 1895, avant d’être restaurée le 13 janvier 1898, avec toutes les paroisses civiles préexistantes.

## Démographie
| 1801  | 1849  | 1900  | 1930  | 1960  | 1981  | 1991  | 2001  | 2004  |
| ----- | ----- | ----- | ----- | ----- | ----- | ----- | ----- | ----- |
| 3 672 | 5 226 | 6 876 | 6 050 | 6 792 | 4 189 | 3 731 | 3 445 | 3 378 |

| 2011  | - | - | - | - | - | - | - | - |
| ----- | - | - | - | - | - | - | - | - |
| 2 952 | - | - | - | - | - | - | - | - |

## Monuments

### Penedono

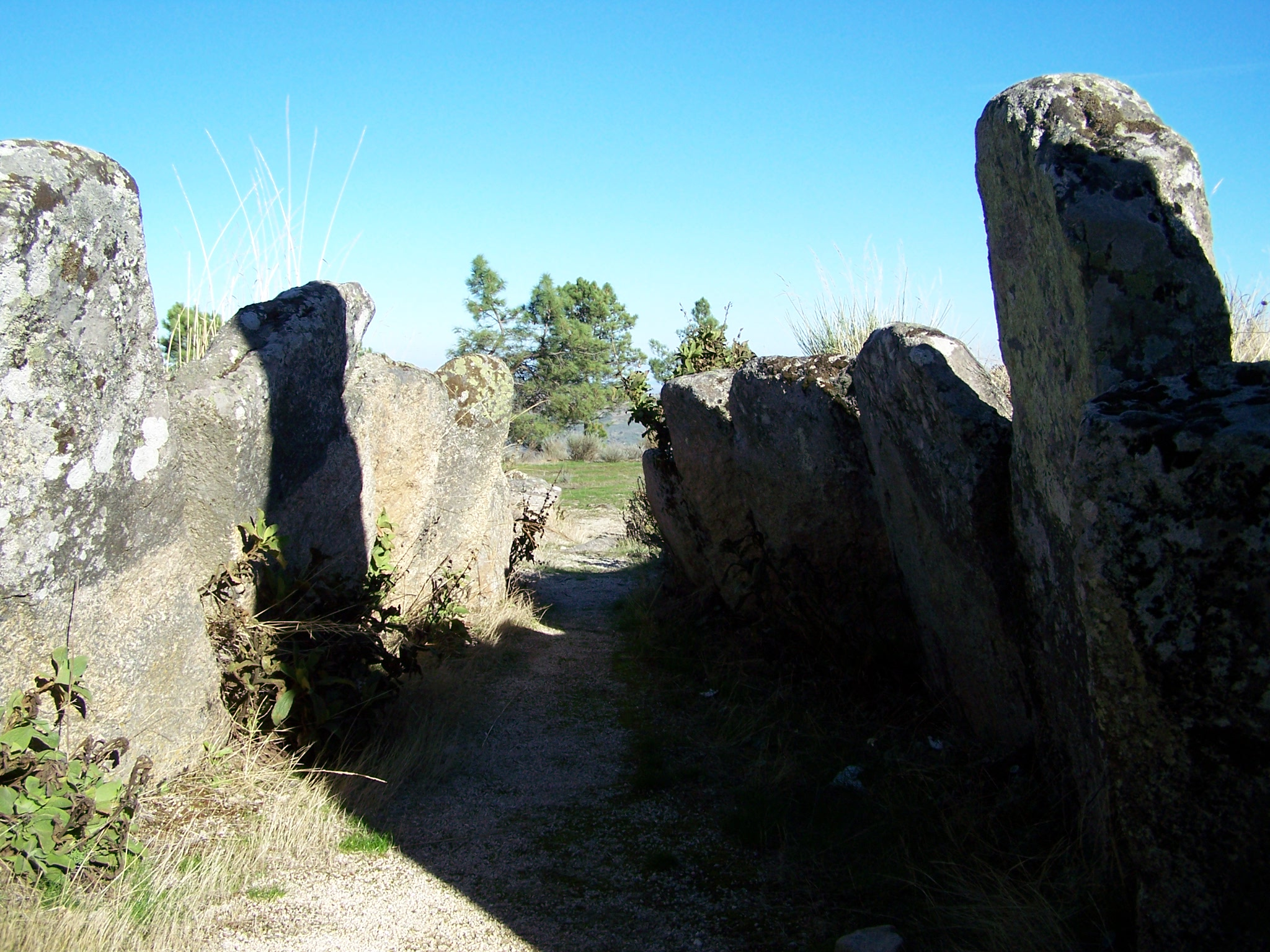
Nécropole mégalithique d'Antas.

- Le château de Penedono - séc. Xe siècle
- L'église de São Pedro - séc. XVIIe / XVIIIe siècle
- La chapelle do Calvairio - séc. XVIIIe siècle
- La chapelle São Salvador - séc. XVIIe / XVIIIe siècle
- La chapelle Santa Barbara - séc. XVIIe siècle
- La chapelle Santa Lucia - séc. XVIIe siècle
- La chapelle Santa Eufémia - séc. XVIIIe siècle
- Le Pelourinho - séc. XVIe siècle
- Nécropoles mégalithiques et dolmen datant de l'antiquité

### Ferronha
- L'église Santa Quitéria - Séc. XVIIIe siècle

### A-do-Bispo
- La chapelle de Nossa Senhora da Conceição - séc. XVIIe / XVIIIe siècle
- La chapelle da Nossa Senhora da Estrada - séc. XVIIIe siècle

## Ferronha
Situé a 880 mètres d’altitude, Ferronha est un village composé de maisons anciennes bien conservées, parmi des maisons plus récentes, Ferronha est considérée comme faisant partie de la ville de Penedono.
La population de Ferronha est estimée à moins de 30 habitants.
L'église Santa Quitéria date de 1876. La célébration des mariages y fut autorisée à partir de la fin des années 1960. Avant cette date, les mariés allaient célébrer leurs mariages à Penedono.
Le village dispose d’un four collectif qui n’est plus en activité et d’une fontaine romaine. Ferronha connut quelques années où des mines d’or furent en activité avant de fermer au début des années 1950. Les ruines des mines d'or sont composées d'un puits, de maisons et d'un abreuvoir à bétail. A l'abandon, Ils sont visibles gratuitement depuis l'une des routes menant à Penedono.
Le village est doté d’un circuit de randonnée pédestre dont les sentiers sont balisés. Il existe 3 circuits de randonnée dont la Pedra que abana (Pierre qui bouge) de 3 km. Il s'agit d'une pierre de plusieurs tonnes qui peut être basculée par plusieurs personnes. Les deux autres randonnées mènent vers le village de Antas de 4,2 km et enfin vers A-do-Bispo.
L'ancienne salle des fêtes abrite l'association des jeunes de Ferronha avec 32 adhérents. L'objectif de l'association est la promotion de la culture, du sport et le développement économique et social du village. L'ancienne école scolaire est en phase d'être réhabilitée en un local public équipé d'internet, accessible aux handicapés.
Étymologie de Ferronha
Ferronha est un nom de famille et un adjectif de la langue portugaise.
La première référence connue du nom Ferronha date de 1836 dans un registre de baptême trouvé dans les fichiers du district de la ville de Guarda indiqué comme suit : Maria, fille légitime de José et Maria Ferronha est née le 12 juin 1836 et a été baptisée le 18 du même mois. Sa mère est originaire de cette paroisse et son père de Numao. Elle est la petite-fille du côté de la mère de sa mère de Chatarina Soalheira et de M.El Ferronha de cette paroisse.
Ferronha est un adjectif féminin qui signifie : la chair d'une noix qui est difficile à extraire. L'adjectif masculin Ferronho signifie avoir la peau dure.

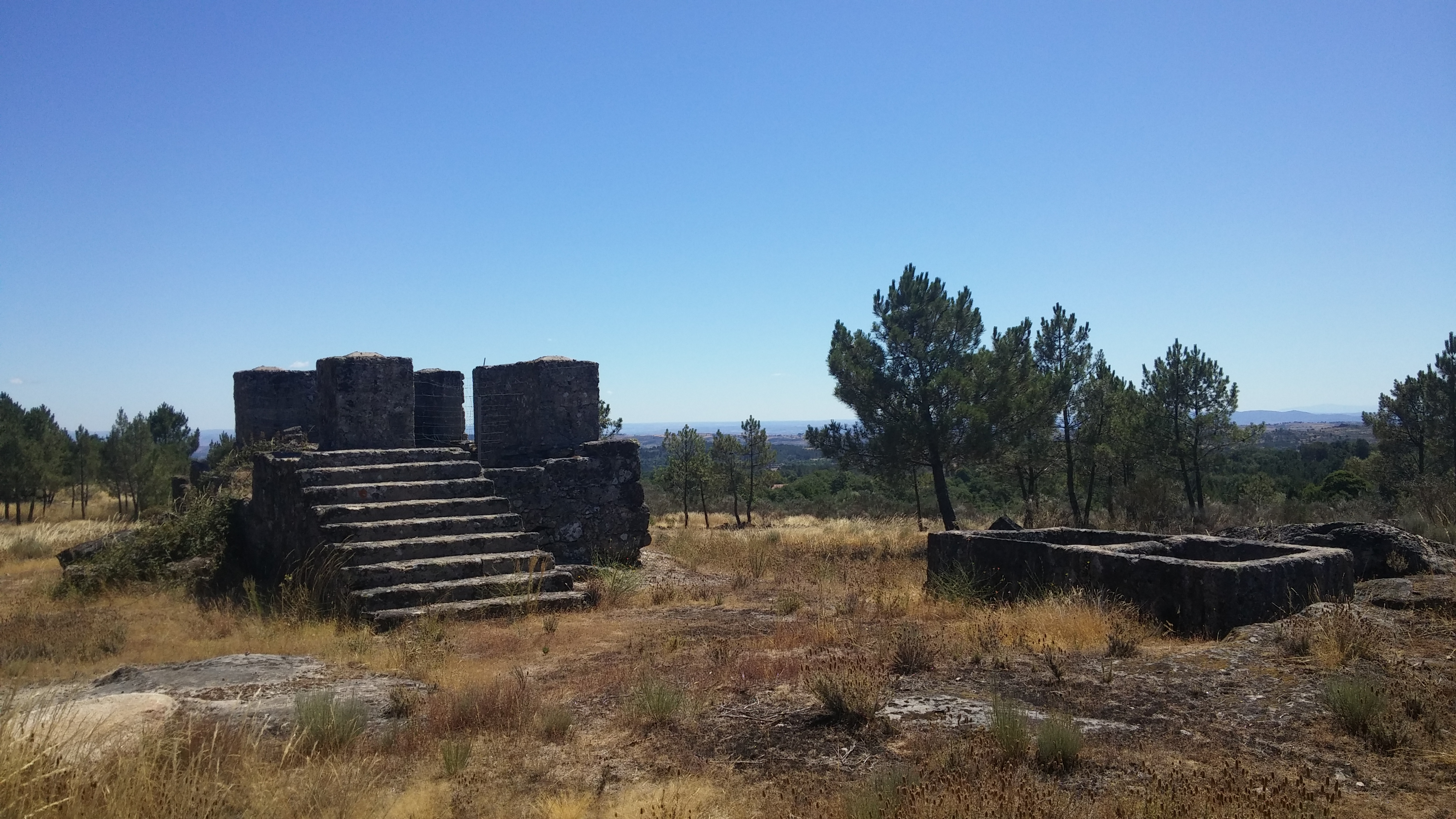
Anciennes mines d'or de Ferronha

## A-do-Bispo
Situé à 810 mètres d’altitude, A-Do-Bispo est un village faisant partie de la Fréguésia de Penedono.
A-do-Bispo ou Adobispo signifie Aldeia do Bispo c'est-à-dire village de l'évêque.
La population est estimée à moins de 40 habitants.
Il existe deux chapelles à A-do-Bispo. La chapelle de Nossa Senhora da Conceição du XVIIe-XVIIIe siècle et de la chapelle da Nossa Senhora da Estrada du XVIIIe siècle.

## Personnalité notable
Álvaro Gonçalves Coutinho (1383-1445), connu aussi sous le surnom o Magriço, est un chevalier membre des Douze d'Angleterre. Les Douze d'Angleterre est le nom donné à une histoire semi-légendaire, semi-factuelle, racontée par Fernão Veloso sous la plume du poète Luís de Camões. Il s'agit d'une histoire typique de l'idéal chevaleresque du Moyen Âge. Douze chevaliers portugais sont mandatés pour défendre l'honneur de douze femmes anglaises.